# Zion Williamson
Zion Lateef Williamson (Salisbury, 6 de julho de 2000) é um jogador norte-americano de basquete que atua pelo New Orleans Pelicans da National Basketball Association (NBA).
Ele jogou basquete universitário em Duke e foi selecionado pelos Pelicans como a primeira escolha geral no Draft da NBA de 2019.
Em sua primeira e única temporada com Duke, Williamson foi nomeado Jogador do Ano da ACC, Atleta do Ano da ACC e Novato do Ano da ACC. Ele estabeleceu o recorde de pontuações escolares para calouros em janeiro de 2019, ganhou o prêmio de Novato do Ano da ACC por cinco vezes, ganhou o Jogador do Ano pela AP e pela Sporting News College.

## Vida pregressa
Williamson nasceu em Salisbury, Carolina do Norte. Além do basquete, Williamson jogava futebol e era quarterback no futebol americano.
Quando ele tinha cinco anos, ele começou a se tornar uma estrela do basquete universitário. Aos nove anos, Williamson começou a acordar às 5 da manhã para ir treinar. Ele competiu em ligas juvenis e jogou no Sumter Falcons no circuito Amateur Athletic Union (AAU), enfrentando adversários quatro anos mais velhos que ele.
Mais tarde, Williamson começou a trabalhar com seu padrasto, o ex-jogador de basquete universitário, Lee Anderson, para melhorar suas habilidades como armador. Ele se juntou ao time de basquete da Johnakin Middle School, em Marion, Carolina do Sul, onde foi treinado por sua mãe e teve uma média de 20 pontos por jogo.
No ensino médio, ele era um armador e perdeu apenas três jogos em dois anos. Em 2013, ele guiou Johnakin a um recorde de 8-1 e a um título de conferência.

## Carreira no ensino médio

### Primeiro e segundo ano
Williamson frequentou a Spartanburg Day School, uma pequena escola particular em Spartanburg, Carolina do Sul, onde jogava basquete para os Griffins.
Entre a oitava e a nona série, ele cresceu de 1,75 m para 1,91 m. No verão que antecedeu sua primeira temporada, Williamson praticou no ginásio da escola e desenvolveu a capacidade de enterrar. Naquela época, ele também competiu pela equipe da AAU da Carolina do Sul, onde era companheiro de Ja Morant.
Como calouro, Williamson obteve uma média de 24,4 pontos, 9,4 rebotes, 2,8 assistências, 3,3 roubos de bola e 3,0 bloqueios.
Em seu segundo ano no ensino médio, ele tinha 1,98 m. Em sua segunda temporada, Williamson obteve uma média de 28,3 pontos, 10,4 rebotes, 3,9 bloqueios e 2,7 roubadas de bola por jogo e foi nomeado Jogador do Ano na Região I-2A da SCISA. Ele levou os Griffins ao seu primeiro título da SCISA Region I-2A na história do programa.

### Terceiro ano
Em seu terceiro ano, Williamson teve uma média de 36,8 pontos, 13 rebotes, 3 roubadas de bola e 2,5 bloqueios por jogo. A partir da temporada de 2016-17, ele foi destacado nos holofotes nacionais por seus vídeos de destaque que viralizava.
Em 24 de novembro, ele marcou 50 pontos, incluindo 10 enterradas, 16 rebotes e 5 bloqueios contra Proviso East High School no Tournament of Champions. Em uma vitória de 73-53 sobre Grey Collegiate Academy no Chick-fil-A Classic em 21 de dezembro, ele registrou 53 pontos e 16 rebotes. Em 30 de dezembro, Williamson registrou 31 pontos e 14 rebotes e ganhou o prêmio de MVP no Farm Bureau Insurance Classic. Em 15 de janeiro de 2017, ele recebeu publicidade em todo o país depois que o rapper Drake vestiu sua camisa em um post no Instagram.
Williamson ultrapassou a barreira dos 2.000 pontos em 20 de janeiro, quando marcou 48 pontos contra Oakbrook Preparatory School. Ele quebrou o recorde estadual de mais jogos de 30 pontos em uma temporada, com 27 no final da temporada regular. Ele repetiu o prêmio de Jogador do Ano na região I-2A da SCISA. O site de esportes do ensino médio MaxPreps o nomeou o Jogador Nacional do Ano e para a Primeira-Equipe All-American do ensino médio.

### Último ano
Em sua última temporada, Williamson obteve uma média de 36,4 pontos, 11,4 rebotes e 3,5 assistências por jogo.
Em 21 de novembro, ele marcou 29 pontos e 11 rebotes, levando os Griffins a uma vitória de 70-55 sobre Hammond School. No jogo, Williamson machucou o pé esquerdo, o que o deixou de fora por mais de um mês. Enquanto se recuperava, ele comentou: "Realmente chegou a hora de crescer mentalmente". Ele retornou da lesão em 11 de janeiro de 2018, marcando 31 pontos na vitória de 71-62 sobre a Academia Cristã de Asheville.
Em 17 de fevereiro, ele registrou 37 pontos, 10 rebotes e 5 roubadas de bola, enquanto marcou seu 3.000º ponto da carreira, contra a Spartanburg Christian Academy no torneio SCISA Region I-2A. Uma semana depois, Williamson guiou o Spartanburg Day ao seu terceiro título consecutivo na região I-2A da SCISA, depois de registrar 38 pontos contra a Trinity Collegiate School.
Em sua última temporada de ensino médio, Williamson foi nomeado para a Primeira-Equipe pela USA Today e para a Segunda-Equipe pelo MaxPreps. Ele também ganhou o prêmio de Mr. Basketball da Carolina do Sul e foi vice-campeão do Mr. Basketball USA.

### Recrutamento
No final de sua segunda temporada, ele recebeu ofertas de 16 programas da Divisão I da NCAA, incluindo Clemson, Flórida e Carolina do Sul, mas não planejava tomar uma decisão até seu último ano.
No verão de 2016, Williamson estava chamando mais atenção de Clemson, Flórida, Carolina do Norte e Carolina do Sul. Em 30 de agosto de 2016, ele recebeu uma oferta de bolsa de Duke.
Entrando em sua última temporada, ele era um recruta de cinco estrelas em consenso e foi classificado como o jogador número um na classe de 2018 pelo serviço de recrutamento 247Sports. Em dezembro de 2016, o diretor de recrutamento da ESPN, Paul Biancardi, elogiou Williamson como "provavelmente o melhor jogador em termos de produção" em sua classe. Em 2018, a maioria dos especialistas em recrutamento previu que ele jogaria em Clemson.
Em uma transmissão ao vivo da ESPN em 20 de janeiro de 2018, Williamson se comprometeu com Duke. Ele explicou a decisão: "Duke se destacou porque a irmandade representa uma família. (Mike Krzyzewski) é apenas o treinador mais lendário que já treinou basquete universitário. Sinto que, indo para Duke, posso aprender muito com ele". Duke, que havia recrutado RJ Barrett e Cam Reddish, além de Williamson, tornou-se o primeiro time a recrutar os três melhores jogadores de uma classe desde o início do ranking de recrutamento moderno. Seu padrasto Lee Anderson observou que Clemson perdeu uma "vantagem de dois quilômetros e meio" ao recrutar Williamson.
| Nome | Cidade Natal                                                                | Escola                      | Altura | Peso   | Data                  |
| --- | --------------------------------------------------------------------------- | --------------------------- | ------ | ------ | --------------------- |
| Zion Williamson PF | Spartanburg, SC                                                             | Spartanburg Day School (SC) | 1,98 m | 123 kg | 20 de Janeiro de 2018 |
| Zion Williamson PF | Estrelas de recrutameno: Scout: N/A Rivals: 247Sports: ESPN: ESPN grade: 96 |                             |        |        |                       |
| - Nota: Em muitos casos, Scout, Rivals, 247Sports e ESPN podem entrar em conflito em suas listas de altura e peso. Nesses casos, a média foi calculada. As notas da ESPN estão em uma escala de 100 pontos. Fonte: |                                                                             |                             |        |        |                       |

## Carreira universitária

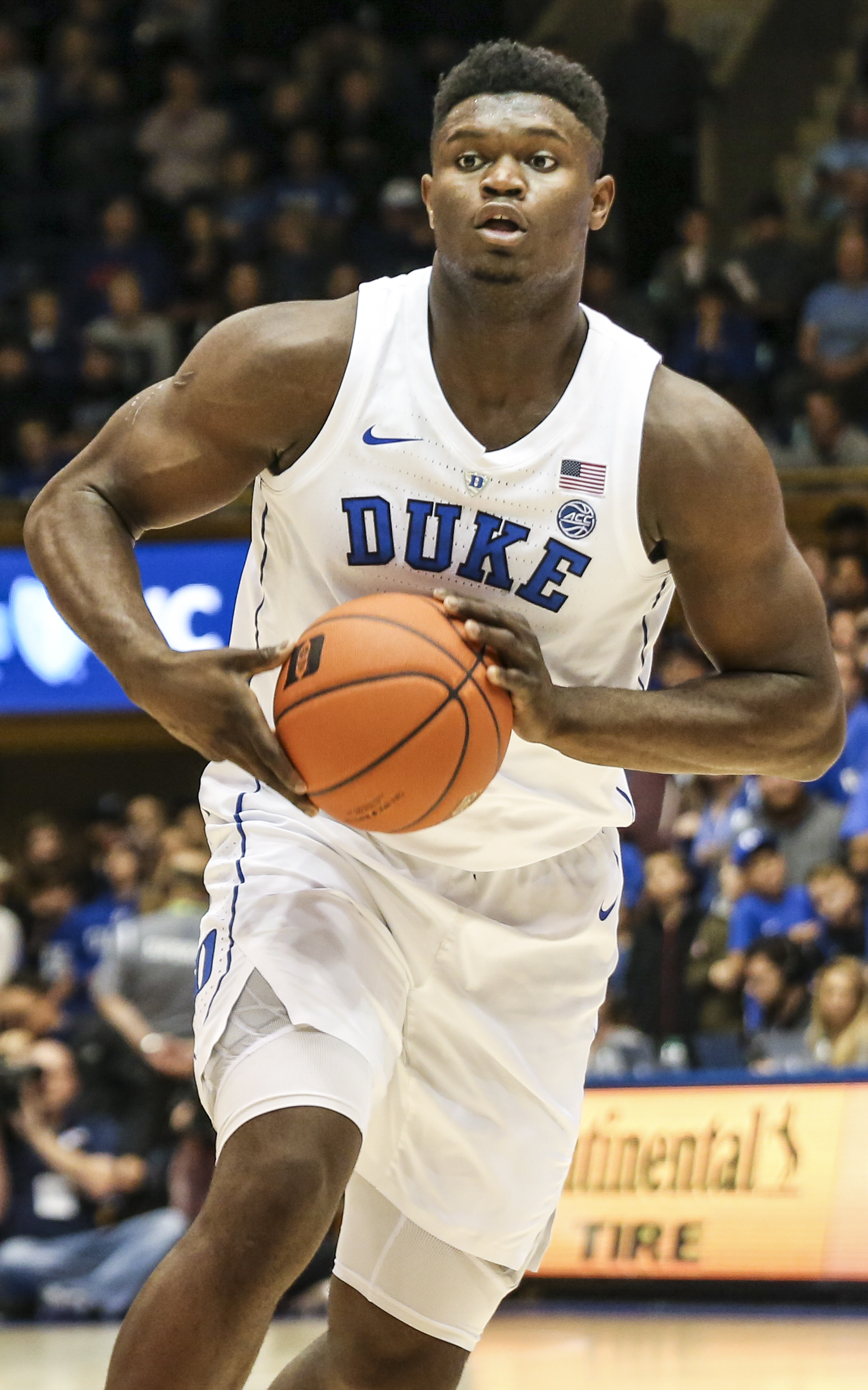
Zion jogando em Duke em dezembro de 2018

Em 6 de novembro, em seu primeiro jogo da temporada regular com Duke, Williamson marcou 28 pontos em 23 minutos, na vitória por 118-84 sobre Kentucky no Champions Classic. No jogo seguinte, com uma vitória de 94-72 sobre Army, ele registrou 27 pontos, 16 rebotes e 6 bloqueios. Ele se tornou o segundo jogador na história da universidade a registrar pelo menos 25 pontos, 15 rebotes e 5 bloqueios em um jogo. Williamson foi posteriormente nomeado jogador e calouro da semana na Atlantic Coast Conference (ACC).
Em 5 de janeiro de 2019, ele teve outro desempenho forte contra Clemson, com 25 pontos e 10 rebotes em 22 minutos. Dois dias depois, Williamson ganhou o prêmio de Novatos da Semana da ACC pela segunda vez. Em 21 de janeiro, ele recebeu seu terceiro prêmio de Calouro da Semana da ACC. Uma semana depois, ele marcou 26 pontos e pegou 9 rebotes na vitória por 81–63 sobre Notre Dame. Ao gravar nove jogos de 25 pontos na temporada, Williamson estabeleceu um novo recorde de calouros em Duke.
Em 2 de fevereiro, ele registrou 29 pontos e 5 roubadas de bola em uma vitória por 91-61 sobre St. John's. Depois de dois dias, Williamson foi nomeado Calouro da Semana da ACC em sua quarta ocasião. Ele teve seu terceiro jogo de 30 pontos na temporada em 16 de fevereiro, marcando 32 pontos em uma vitória de 94-78 sobre Carolina do Norte. O desempenho o ajudou a conquistar seu prêmio de Jogador da Semana da ACC e o quinto prêmio de Calouro da Semana do ACC.

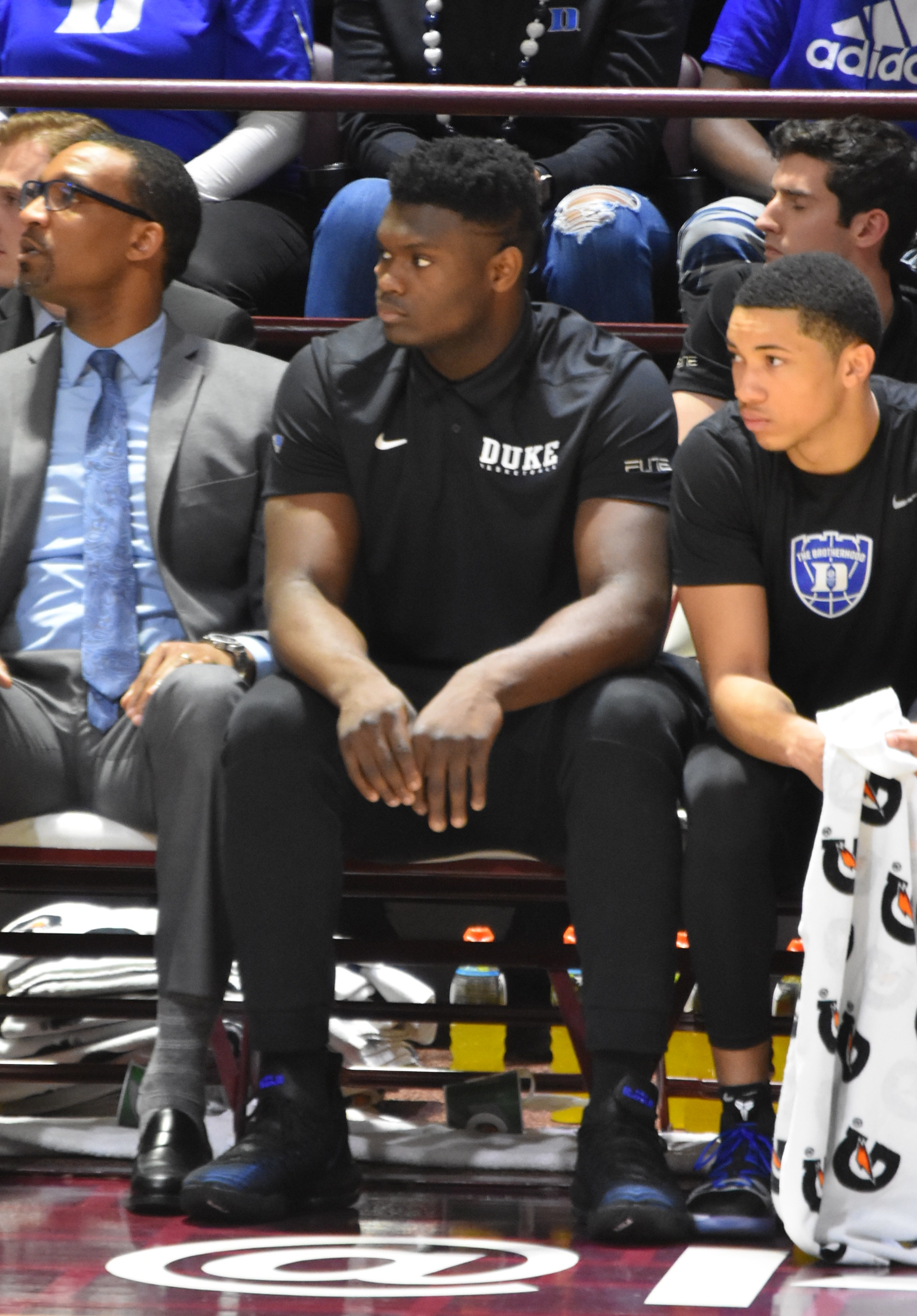
Williamson sentado no banco durante um jogo contra Virginia Tech depois de sofrer uma lesão.

Em um jogo de 20 de fevereiro contra Carolina do Norte, Williamson sofreu uma entorse de joelho de Grau 1 depois que seu pé rasgou seu tênis Nike, fazendo com que ele escorregasse. A Nike viu o valor de suas ações cair em US $ 1,1 bilhão no dia seguinte, como resultado do incidente. O incidente levou a pedidos crescentes de Williamson para parar de jogar basquete no nível universitário, porque ele já havia se estabelecido como o principal candidato a primeira escolha no Draft da NBA de 2019. Além disso, a lesão resultou em mais críticas à NCAA por não pagar estudantes-atletas. Ele ficou de fora dos seis últimos jogos de sua equipe na temporada regular.
Quando a temporada regular terminou, Williamson ganhou os prêmios de Jogador do Ano e Novato do Ano da ACC, juntando-se aos ex-jogadores de Duke, Jahlil Okafor e Marvin Bagley III, como os únicos ganhadores dos dois prêmios. Williamson também foi nomeado Atleta do Ano da ACC, tornando-se o 10º jogador de Duke a ganhar o prêmio.
Ele voltou de lesão em 14 de março, registrando 29 pontos, 14 rebotes e 5 roubadas de bola em uma vitória por 84-72 sobre Syracuse nas quartas de final do torneio da ACC. Williamson se tornou o primeiro jogador de Duke a registrar pelo menos 25 pontos, 10 rebotes e 5 roubadas de bola em um jogo desde Christian Laettner em 1992. No dia seguinte, ele marcou 31 pontos, incluindo a cesta para vencer o jogo, para ajudar Duke a derrotar a Carolina do Norte, 74 –73, nas semifinais do torneio da ACC. Depois de marcar 21 pontos na vitória de 73-63 sobre Florida State na final do campeonato, Williamson foi nomeado MVP do Torneio da ACC, tornando-se o sexto calouro a ganhar a honra.
Para o Torneio da NCAA de 2019, o parceiro oficial de transmissão da CBS dedicou especificamente uma câmera - chamada "Zion Cam" - para gravar Williamson durante o torneio. Em sua estreia em 22 de março, ele marcou 25 pontos em uma vitória de 85-62 sobre Dakota do Norte. Em 24 de março, Williamson entrou em erupção com 32 pontos, 11 rebotes e 4 assistências em uma vitória por 77-76 na segunda rodada sobre UCF. Ele foi o primeiro jogador na história da universidade a registrar pelo menos 25 pontos, 10 rebotes e 4 assistências em um jogo do Torneio da NCAA. Williamson registrou 24 pontos e 14 rebotes em uma derrota de 68-67 para Michigan State no Elite 8.
Em 33 aparições em sua temporada de calouro, ele obteve uma média de 22,6 pontos, 8,9 rebotes, 2,1 roubadas de bola, e 1,8 bloqueios por jogo. Williamson se juntou a Kevin Durant e Anthony Davis como os únicos calouros a registrar 500 pontos, 50 roubadas de bola e 50 bloqueios em uma temporada.
Em 15 de abril de 2019, Williamson declarou sua elegibilidade para o Draft da NBA de 2019. Depois que o New Orleans Pelicans venceu a loteria da NBA em 2019, o padrasto de Williamson, Lee Anderson, disse que estava empolgado com o fato de ele jogar em Nova Orleans e descartou os rumores de que ele voltaria a Duke para o seu segundo ano, dizendo: "Quanto a voltar para Duke, isso não é algo que consideramos ".

## Carreira profissional
Em 20 de junho de 2019, o New Orleans Pelicans selecionou Williamson com a primeira escolha no Draft de 2019 da NBA. Em 1 de julho de 2019, Williamson assinou oficialmente com os Pelicans.
Williamson rasgou seu menisco em 13 de outubro de 2019, durante um jogo da pré-temporada. Ele fez sua estreia profissional três meses depois, em 22 de janeiro de 2020, com uma derrota por 121-117 para o San Antonio Spurs. Ele jogou 18 minutos e terminou com 22 pontos e 7 rebotes, marcando 17 pontos consecutivos em 3:08 minutos durante o quarto quarto. Mais tarde, ele se tornaria o primeiro adolescente na história da NBA a marcar mais de 20 pontos em 10 jogos consecutivos. Em 1º de março, Williamson marcou 35 pontos, além de 7 rebotes, em uma derrota por 122-114 para o Los Angeles Lakers.

## Perfil do jogador

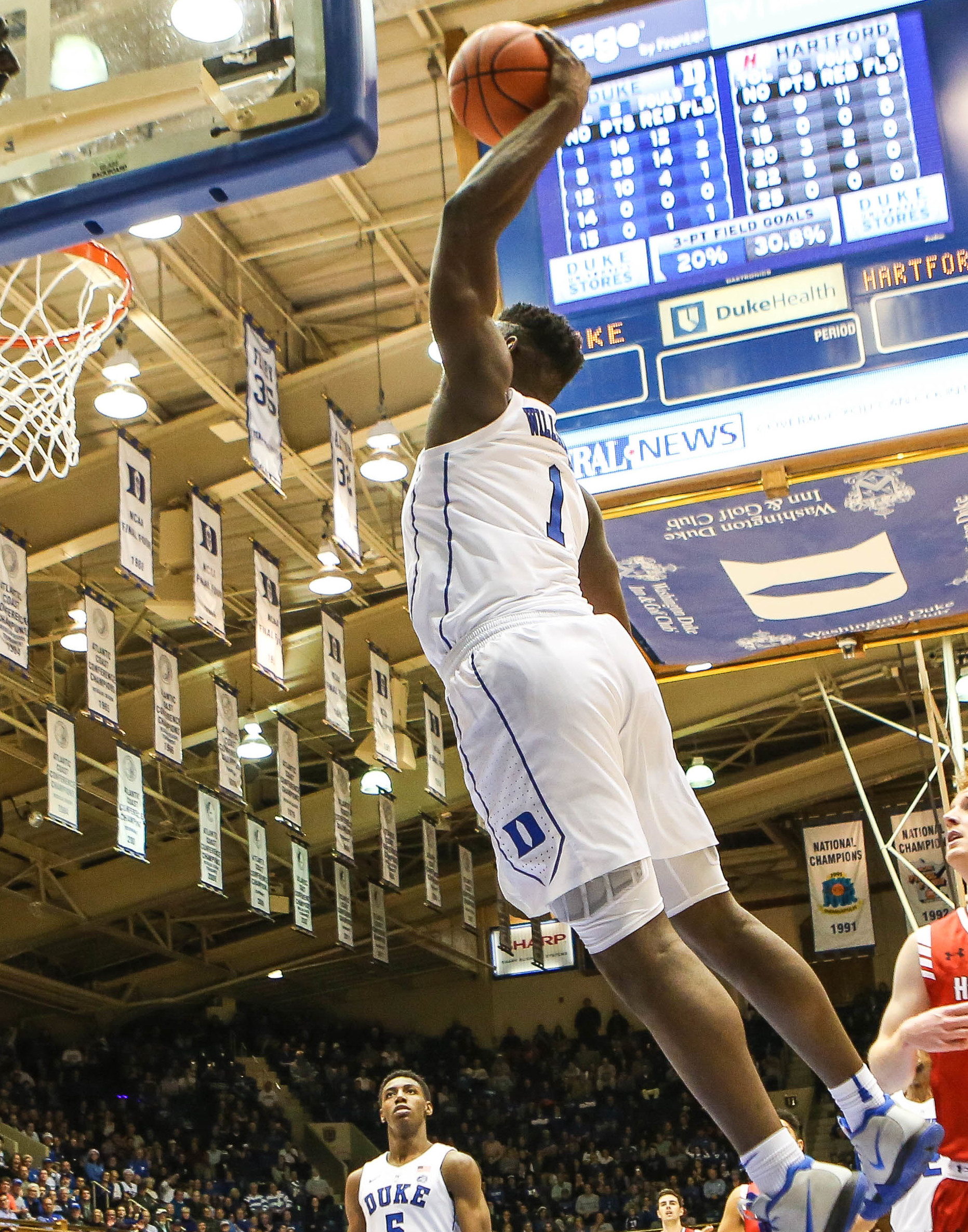
Williamson dando uma enterrada contra Hartford em dezembro de 2018

Williamson está listado como 1,98 m de altura e pesa 129 kg. Apesar de seu peso ser pesado para um jogador de basquete, ele é conhecido por sua velocidade e capacidade de saltar. O jogador da NBA, Kevin Durant, o descreveu como um "atleta de uma geração", enquanto um treinador anônimo de basquete universitário o classificou como "uma aberração da natureza".
Ele foi descrito como não tendo uma posição específica no basquete. Seus atributos físicos atraíram comparações com os ex-astros da NBA Charles Barkley, Anthony Mason e Larry Johnson. Lee Sartor, treinador de Williamson no colégio, relatou que o técnico de basquete Roy Williams disse a Williamson "que ele era provavelmente um dos melhores jogadores do ensino médio que ele vê desde Michael Jordan". Williamson, que é canhoto, é quase ambidestro, sendo adepto de ambas as mãos.
Enquanto estava no ensino médio, Williamson chamou atenção nacional por suas enterradas. O Charlotte Observer observou que ele "poderia ser o melhor enterrador do ensino médio da história". O armador da NBA, John Wall, comparou a habilidade de jogo de Williamson com a de Vince Carter.
Os arremessos externo de Williamson foram considerado um ponto de preocupação e ele tem uma mecânica de tiro pouco ortodoxa. O serviço de recrutamento 247Sports elogiou suas habilidades de manuseio e passe de bola para seu tamanho, comentando que elas são "ofuscadas pelas [suas] jogadas atléticas". Ele tem a capacidade de defender bem várias posições devido à sua velocidade e comprimento, embora seu esforço defensivo tenha sido questionado. Seu jogo explosivo faz dele um bloqueador de arremessos confiável e lhe dá vantagem nos rebotes.

## Estatísticas

### NBA
Temporada regular
| Ano      | Equipe   | PJ  | PT  | MPJ  | AP   | 3P   | LL   | RT  | AS  | BR  | TO  | PPJ  |
| -------- | -------- | --- | --- | ---- | ---- | ---- | ---- | --- | --- | --- | --- | ---- |
| 2019–20  | Pelicans | 24  | 24  | 27.8 | .583 | .429 | .640 | 6.3 | 2.1 | 0.7 | 0.4 | 22.5 |
| 2020-21  | Pelicans | 61  | 61  | 33.2 | .611 | .294 | .698 | 7.2 | 3.7 | 0.9 | 0.6 | 27.0 |
| 2022-23  | Pelicans | 29  | 29  | 33.0 | .608 | .368 | .714 | 7.0 | 4.6 | 1.1 | 0.6 | 26.0 |
| 2023-24  | Pelicans | 70  | 70  | 31.5 | .570 | .333 | .702 | 5.8 | 5.0 | 1.1 | 0.7 | 22.9 |
| 2024-25  | Pelicans | 30  | 30  | 28.6 | .567 | .231 | .656 | 7.2 | 5.3 | 1.2 | 0.9 | 24.6 |
| Carreira | Carreira | 214 | 214 | 31.4 | .589 | .327 | .689 | 6.6 | 4.3 | 1.0 | 0.6 | 24.7 |
| All-Star | All-Star | 1   | 1   | 14.0 | .556 | —    | —    | 1.0 | 0.0 | 0.0 | 0.0 | 10.0 |

Play-in
| Ano  | Equipe   | PJ | PT | MPJ  | AP   | 3P   | LL   | RT   | AS  | BR  | TO  | PPJ  |
| ---- | -------- | -- | -- | ---- | ---- | ---- | ---- | ---- | --- | --- | --- | ---- |
| 2024 | Pelicans | 1  | 1  | 36.5 | .630 | .000 | .667 | 11.0 | 5.0 | 1.0 | 1.0 | 40.0 |

### Basquete universitário
| Ano     | Equipe | PJ | PT | MPJ  | AP   | 3P   | LL   | RT  | AS  | BR  | TO  | PPJ  |
| ------- | ------ | -- | -- | ---- | ---- | ---- | ---- | --- | --- | --- | --- | ---- |
| 2018–19 | Duke   | 33 | 33 | 30.0 | .680 | .338 | .640 | 8.9 | 2.1 | 2.1 | 1.8 | 22.6 |

Fonte:

## Prêmios e Homenagens
- NBA
  - 2x NBA All-Star: 2021 e 2023
  - NBA All-Rookie Team:
    - Primeiro time: 2020

## Vida pessoal
Williamson nasceu em Salisbury, Carolina do Norte, filho de Lateef Williamson e Sharonda Sampson. Lateef foi um jogador de Futebol americano e Sampson foi velocista e tornou-se professora de educação física no ensino médio. Eles nomearam Williamson em homenagem ao local bíblico do Monte Sião, perto de Jerusalém, seguindo o conselho da avó de nomeá-lo " comalgo extraordinariamente especial".
Quando Zion completou dois anos, após a morte de sua avó materna, sua família se mudou para Florence, Carolina do Sul. Quando ele tinha cinco anos, seus pais se divorciaram e sua mãe se casou com Lee Anderson, um ex-jogador de basquete universitário em Clemson.
Em 23 de julho de 2019, Zion assinou um contrato de cinco anos, no valor de US $ 75 milhões, com a Air Jordan. O acordo de Williamson é o segundo maior negócio de tênis com um novato da história, atrás apenas do contrato de LeBron James, que custou US $ 90 milhões, assinado em 2003.
Em 13 de março de 2020, Williamson prometeu pagar os salários de todos os funcionários do Smoothie King Center por 30 dias durante a suspensão da temporada da NBA de 2019-20, causada pela pandemia de coronavírus.